# Лопу де Алмейда
Ло́пу де Алме́йда (порт. Lopo de Almeida; 1416 — 16 вересня 1486) — португальський державний діяч, дипломат. Перший граф Абрантеський (з 1476). Представник португальського шляхетного дому Алмейд. Син Діогу Фернандеша де Алмейди. Правнук інфанта Жуана, герцога валенсійського. Служив при дворах королів Афонсу V і Жуана II. Отримав графський титул від короля Афонсу V в Міранді за заслуги перед королівством. Член королівської ради (з 1462). Батько абрантеського графа Жуана. Також — Ло́по де Алме́йда.